# Jerzy Domin
Jerzy Domin (ur. 21 grudnia 1931 w Grodnie, zm. 11 lutego 2015 w Koszalinie) – polski aktor teatralny, związany całe życie z Teatrem Propozycji „Dialog” w Koszalinie, którego był współzałożycielem i prezesem w latach 1967–1968 oraz 1989–1996.

## Wybrane przedstawienia
Źródło:
- 1959: „Godzina myśli” według Juliusza Słowackiego
- 1973: „Studium przedmiotu” według Zbigniewa Herberta
- 2004: „Panna z mokrą głową” Kornela Makuszyńskiego
- 2004: „Kraksa” według Friedricha Durrenmatta
- 2004: „Ludowa zabawa” według Konstantego Ildefonsa Gałczyńskiego
- 2004: „Obrona Sokratesa” według Platona
- 2005: „Pętla” według Marka Hłaski
- 2005: „Kraj lat dziecinnych” – fragmenty Pana Tadeusza Adama Mickiewicza
- 2005: „Tryptyk rzymski” Jana Pawła II
- 2005: „Krzątactwo” według Jolanty Brach-Czajny
- 2007: „Dobrze” Tomasza Mana jako dziadek
- 2009: „Słowacki” – wieczór twórczości Juliusza Słowackiego jako Kordian